# Onthophagus villanuevai
Onthophagus villanuevai es una especie de insecto del género Onthophagus, familia Scarabaeidae, orden Coleoptera.
Fue descrita científicamente por Delgado & Deloya en 1990.